# 산타마리아임바로
산타마리아임바로(이탈리아어: Santa Maria Imbaro)는 이탈리아 아브루초주 키에티도에 있는 코무네이다.